# Radula apiculata
Radula apiculata là một loài rêu trong họ Radulaceae. Loài này được Sande Lac. ex Stephani mô tả khoa học đầu tiên năm 1884.